# Academie Tchité FC
Academie Tchité Football Club is een voetbalclub uit de Burundese hoofdstad Bujumbura. Ze komen uit in de Primus League.

## Erelijst
Beker van Burundi
2013